# Tom Bolack
Thomas Felix Bolack, född 18 maj 1918 i Cowley County, Kansas, död 20 maj 1998 i Farmington, New Mexico, var en amerikansk affärsman och politiker (republikan). Han var den 20:e guvernören i delstaten New Mexico 1962-1963.
Bolack var borgmästare i Farmington, New Mexico 1952-1954. Han var ledamot av New Mexico House of Representatives, underhuset i delstatens lagstiftande församling, 1956-1958. Han kandiderade dessutom 1957 till USA:s representanthus i ett fyllnadsval men förlorade mot demokraten Joseph Montoya.
Bolack valdes 1960 till viceguvernör i New Mexico. Demokraterna var inte nöjda med resultatet och överklagade med anledning av att vissa navajoväljare skulle ha varit tvungna att rösta utanför sina indianreservat, men delstatens högsta domstol fastställde valets utgång.
Bolack blev guvernör när Edwin L. Mechem avgick 30 november 1962. Strax efter att ha tillträtt som guvernör utnämnde Bolack sin företrädare Mechem till USA:s senat. Bolack efterträddes av Jack M. Campbell 1 januari 1963.